# Willem Einthoven
Willem Einthoven (født 21. maj 1860 i Semarang, Indonesien, død 29. september 1927 i Leiden) var en hollandsk læge og fysiolog.
Han modtog Nobelprisen i medicin i 1924 for opfindelsen af en brugbar elektrokardiograf, som han kunne diagnosticere hjertesygdomme med.
Einthoven studerede medicin i Utrecht og blev professor i fysiologi i Leiden. I sit arbejde «Die galvanometrische Registrierung des menschlichen Elektrokardiogramms etc.» redegjorde han i 1923 for principperne for strenggalvanometeret, som han indførte.
Han blev indvalgt som udenlandsk repræsentant nummer 698 af Kungliga Vetenskapsakademien i 1924.